# Vellinghausen-Eilmsen

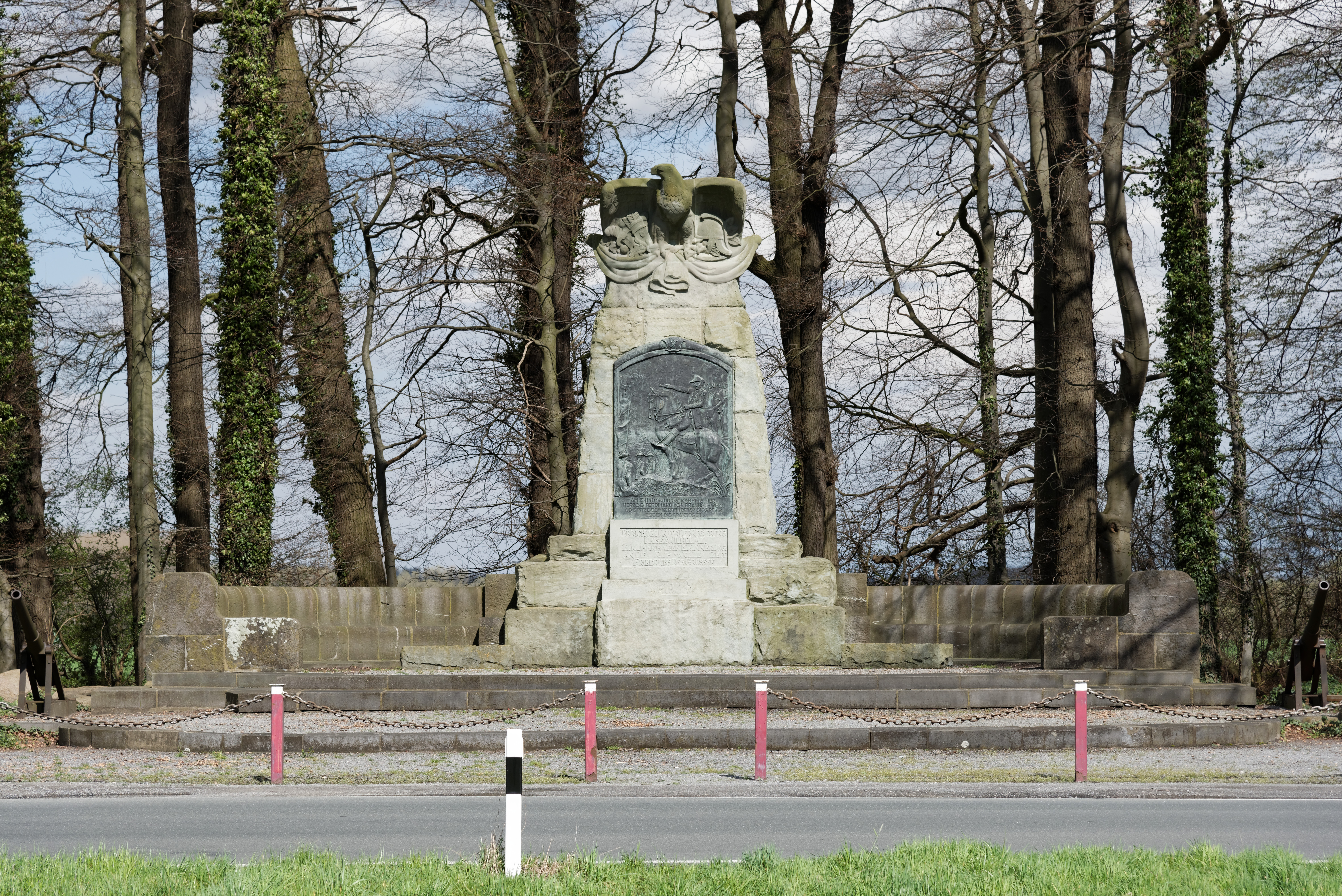
Denkmal für die Schlacht bei Vellinghausen

Vellinghausen-Eilmsen ist ein Ortsteil von Welver im Kreis Soest in Nordrhein-Westfalen. Der Ortsteil hat 964 Einwohner (Stand 31. Dezember 2024).
In Vellinghausen-Eilmsen leben etwa 750 Einwohner. Sehenswürdigkeit ist die Burg Vellinghausen. Bekannt wurde der Ort durch die Schlacht bei Vellinghausen am 15./16. Juni 1761 im Siebenjährigen Krieg.
Am 1. Juli 1969 wurden die früheren Gemeinden Eilmsen und Vellinghausen nach Welver eingemeindet.